# Laguna (Nou Mèxic)
Laguna és una concentració de població designada pel cens dels Estats Units a l'estat de Nou Mèxic. Segons el cens del 2000 tenia 423 habitants.

## Demografia
Segons el cens del 2000, Laguna tenia 423 habitants, 136 habitatges, i 108 famílies. La densitat de població era de 63,3 habitants per km².
Dels 136 habitatges en un 31,6% hi vivien nens de menys de 18 anys, en un 47,8% hi vivien parelles casades, en un 25% dones solteres, i en un 19,9% no eren unitats familiars. En el 17,6% dels habitatges hi vivien persones soles el 6,6% de les quals corresponia a persones de 65 anys o més que vivien soles. El nombre mitjà de persones vivint en cada habitatge era de 3,11 i el nombre mitjà de persones que vivien en cada família era de 3,44.
Per edats la població es repartia de la següent manera: un 27% tenia menys de 18 anys, un 8% entre 18 i 24, un 28,6% entre 25 i 44, un 22% de 45 a 60 i un 14,4% 65 anys o més.
L'edat mediana era de 38 anys. Per cada 100 dones de 18 o més anys hi havia 89,6 homes.
La renda mediana per habitatge era de 19.250 $ i la renda mediana per família de 19.750 $. Els homes tenien una renda mediana de 19.000 $ mentre que les dones 17.188 $. La renda per capita de la població era de 10.980 $. Aproximadament el 28,6% de les famílies i el 27,1% de la població estaven per davall del llindar de pobresa.

## Poblacions més properes
El següent diagrama mostra les poblacions més properes.